# Latille (Santa Lucía)
Latille es una localidad de Santa Lucía que forma parte del distrito de Micoud.